# Heteropelta boboi
Heteropelta boboi è un rettile estinto, appartenente agli arcosauriformi. Visse nel Triassico Medio (Anisico, circa 242 milioni di anni fa), e i suoi resti fossili sono stati ritrovati in Italia, nella Formazione delle Torbiditi d’Aupa (Friuli-Venezia Giulia).

## Etimologia
Il nome generico deriva dalle parole greche heteros (ἕτερος), “diverso” e pelte (πέλτη), “scudo”, in riferimento agli osteodermi differenziati che compongono l’armatura di questo animale. L’epiteto specifico onora lo scopritore dei resti, Roberto “Bobo” Rigo.

## Descrizione
L’olotipo (MFSN 46485) è costituito da cinque archi neurali e da una parziale armatura composta da otto colonne longitudinali di osteodermi; altri frammenti ossei potrebbero rappresentare porzioni di coste. Questi resti in vita facevano parte del lato destro della regione dorsale della colonna vertebrale. Gli archi neurali non sono fusi ai rispettivi centri vertebrali, caratteristica che suggerisce che l’individuo era immaturo al momento della morte. Tutti gli osteodermi preservati presentano un’ornamentazione e una carena mediana longitudinale. Delle otto colonne di osteodermi due sono paramediane, ovvero si congiungono lungo la linea mediana del corpo, mentre le restanti sei sono laterali. Gli osteodermi delle colonne paramediane sono embricati e di dimensioni maggiori rispetto a quelli che compongono le colonne laterali, le cui dimensioni aumentano progressivamente andando verso i lati dell’armatura.
Altri osteodermi isolati ritrovati nella stessa formazione potrebbero appartenere a questa specie.

## Classificazione
Prima della sua descrizione formale l’esemplare MFSN 46485 (che poi diventerà l’olotipo della specie) venne identificato come un arcosauriforme indeterminato. Uno studio più approfondito ha permesso di condurre delle analisi filogenetiche sull’olotipo di Heteropelta, ma l’incompletezza dei resti non ha permesso di assegnare la specie ad un gruppo specifico all’interno di Arcosauriformes. A seconda delle matrici utilizzate per l’analisi filogenetica, Heteropelta boboi risulta un membro basale di Phytosauria, di Suchia, di Arcosauriformes, di Loricata o un crocodilomorfo. Solo resti più completi potrebbero permettere di assegnare questa specie ad un clade specifico.

## Paleobiologia
L’ambiente deposizionale che ha originato i livelli in cui sono stati ritrovati i resti di Heteropelta è caratteristico di un ambiente di mare profondo (come evidenziato dal termine “torbiditi” nel nome della formazione), ma l’ambiente di vita di questo animale non era lo stesso: probabilmente viveva nelle porzioni emerse della Dorsale Paleocarnica o nel mare adiacente ad essa. Per questo, Heteropelta boboi era probabilmente un rettile semiacquatico, similmente ad animali imparentati quali Vancleavea, Doswellia e i fitosauri.